# 科芒·阿尤·卡婭·德維
科芒·阿尤·卡婭·德維（2002年10月21日—），印尼女子羽毛球運動員，來自峇里省布勒冷县，為針記羽毛球俱樂部成員，2020年加入印尼國家队。

## 選手生涯

### 2021－2022年
2021年，德維在印尼全國運動會獲得女子單打銀牌，奪得峇里省在賽史首面羽球獎牌。11月，出战巴林羽毛球國際系列賽，在决赛以1比2（21-14、14-21、19-21）不敌队友Aisyah Sativa Fatetani，赢得亚军。
2022年10月，德維在日惹舉辦的印尼國際挑戰賽晉級決賽，最終以1比2（21-15、14-21、15-21）不敵隊友瓦多约。兩周後，她在印尼瑪琅大師賽首度闖入世界巡迴賽四強，最終以直落二（14-21、14-21）不敵日本選手郡司莉子。

### 2023年
2023年5月，德維代表印尼參加東南亞運動會羽毛球比賽，在女子團體決賽中不敵泰國，獲得銀牌；在女子單打項目中則於四強不敵泰國叻林拉特·猜萬，獲得銅牌。
6月，於丹麥大師賽決賽不敵愛沙尼亞選手克里斯汀·库巴。本站賽事結束之後，她在隔週於法國舉行的南特國際挑戰賽再度晉級決賽並以2比1（21-18、13-21、21-7）擊敗梁庭瑜，獲得職業賽首冠。9月，在印尼棉蘭師賽再度闖入世界巡迴賽四強。

### 2024年
德維在2024年的首站賽事以世界巡迴賽的泰國大師賽開季，雖止步首輪，但在第二站世界巡迴賽——西班牙馬德里大師賽成功闖入四強，最終不敵泰國選手拉差诺·因达农。她亦在當年入選亞洲羽毛球團體錦標賽、優霸盃代表隊，幫助印尼於亞團賽奪得女子團體季軍；在優霸盃賽場亦助印尼自2008年以來再度闖入決賽，最終印尼以0－3不敵中國。

## 主要比賽成績
只列出曾進入準決賽的國際賽事成績：
| 年份   | 賽事                     | 公開賽級別 | 項目     | 成績   |
| ------ | ------------------------ | ---------- | -------- | ------ |
| 2021年 | 巴林羽毛球國際系列賽     | 國際系列賽 | 女子單打 | 亞軍   |
| 2021年 | 巴林羽毛球國際挑戰賽     | 國際挑戰賽 | 女子單打 | 準決賽 |
| 2022年 | 印尼羽毛球國際挑戰賽     | 國際挑戰賽 | 女子單打 | 亞軍   |
| 2022年 | 印尼瑪琅羽毛球大師賽     | 超級100賽  | 女子單打 | 準決賽 |
| 2023年 | 東南亞運動會羽毛球比賽   | 其他       | 女子團體 | 銀牌   |
| 2023年 | 東南亞運動會羽毛球比賽   | 其他       | 女子單打 | 銅牌   |
| 2023年 | 丹麥羽毛球大師賽         | 國際挑戰賽 | 女子單打 | 亞軍   |
| 2023年 | 南特羽毛球國際挑戰賽     | 國際挑戰賽 | 女子單打 | 冠軍   |
| 2023年 | 印尼棉蘭羽毛球大師賽     | 超級100賽  | 女子單打 | 準決賽 |
| 2024年 | 亞洲羽毛球團體錦標賽     | 其他       | 女子團體 | 季軍   |
| 2024年 | 西班牙馬德里羽毛球大師賽 | 超級300賽  | 女子單打 | 準決賽 |
| 2024年 | 優霸盃                   | 其他       | 女子團體 | 亞軍   |
| 2024年 | 高雄羽球大師賽           | 超級100賽  | 女子單打 | 準決賽 |
| 2025年 | 泰國羽毛球大師賽         | 超級300賽  | 女子單打 | 亞軍   |
| 2025年 | 亞洲羽毛球混合團体錦標賽 | 其他       | 混合團体 | 冠軍   |

| 2018-2026年 | 總決賽 | 超級1000賽 | 超級750賽 | 超級500賽 | 超級300賽 | 超級100賽 | 國際挑戰賽 | 國際系列賽 | 未來系列賽 | 其他 |